# ترمز دیسکی

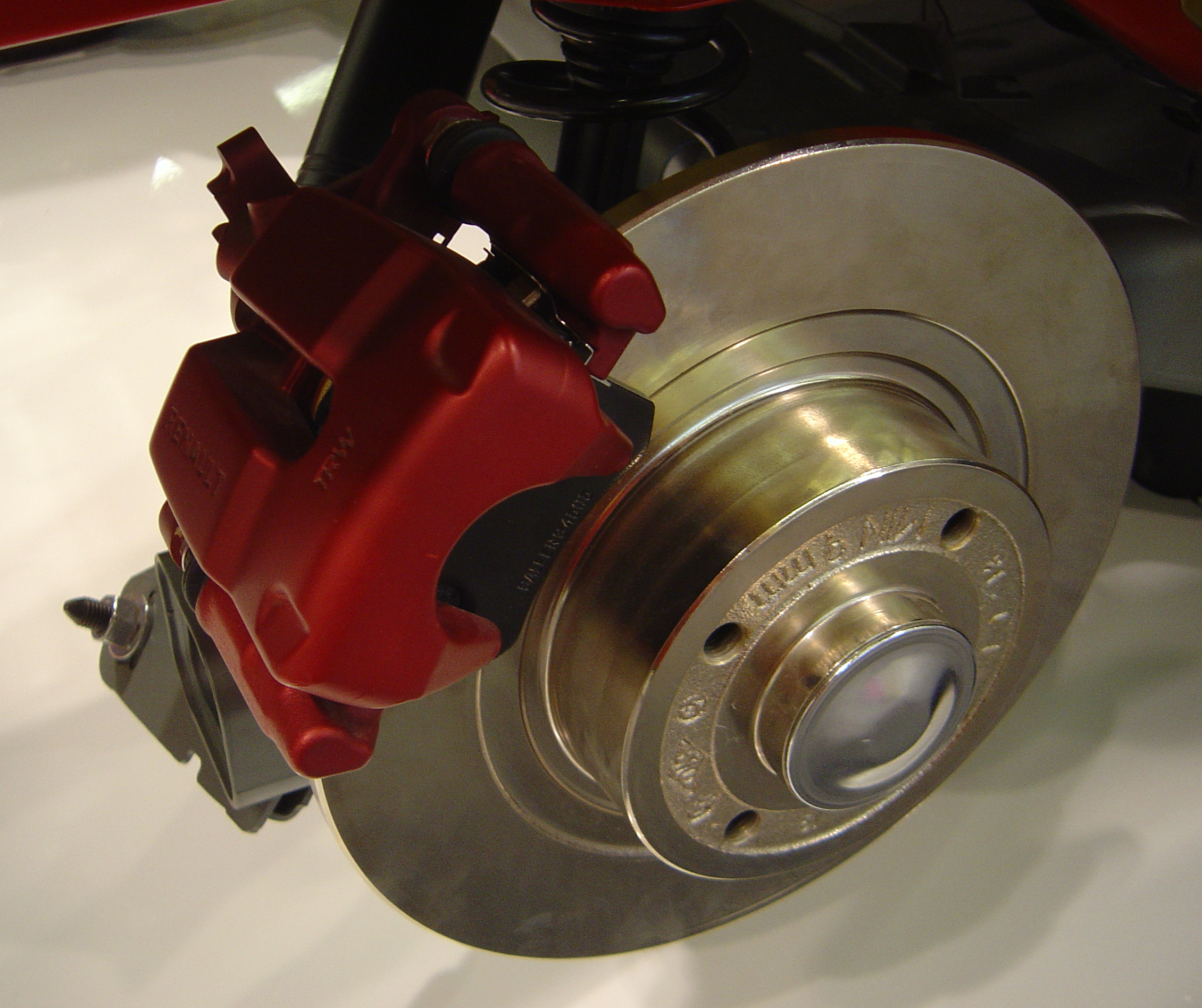
سیستم ترمز دیسکی از نمای نزدیک

ترمز دیسکی گونه‌ای از ترمز می‌باشد که در آن، لنت‌های ترمز، توسط پیستونی که درون کالیپر تعبیه شده، بر روی دوطرف دیسکی که به چرخ یا اکسل یا هردو متصل می‌شود، فشرده می‌شوند و عمل ترمزگیری، انجام می‌شود. این مجموعه، توسط نیروی مکانیکی، هیدرولیکی، پنوماتیکی یا الکترومغناطیسی عمل می‌کند
ترمزها، انرژی مکانیکی را به گرما تبدیل می‌کنند و هرچه ترمز گرمتر شود، توانایی آن کمتر می‌شود. دیسک ترمز معمولاً از چدن ساخته می‌شود، اما در بعضی از انواع از کامپوزیت‌های کربنی یا سرامیکی نیز ساخته می‌شود.

## تعویض دیسک ترمز[۱]
دیسک ترمز چگونه عمل می‌کند؟
دیسک ترمز یک صفحه نازک آهنی است که بین چرخ و جایی که بلبرینگ قرار دارد واقع شده‌است. بیشتر ماشین‌های جدید (ماشین‌های تولیدی از سال ۱۹۹۹ به بعد) روی هر چرخ یک دیسک ترمز دارند در حالی که ماشین‌های قدیمی فقط از دو دیسک در چرخ عقب استفاده می‌کردند. دیسک (چرخنده) ترمز نقش بسیار مهمی در سیستم ترمز ایفا می‌کند به گونه ای که باعث اصطکاک میان لنت و دیسک شده و همین امر باعث کاهش سرعت و در نهایت ایستادن خودرو می‌شود. به هنگام از کار افتادن دیسک ترمز (نازک شدن یا کج شدن) آن‌ها قادر به خارج کردن گرمای ناشی از ترمز کردن از سیستم ترمز نیستند و همین عامل سبب سرخ شدن دیسک و کاهش تأثیرگذاری سیستم ترمز می‌شود.
به یاد داشته باشید که
جایگزینی دیسک‌ها به صورت جفتی انجام می‌گیرد و اگر شما دیسک جلو را انتخاب کنید دیسک‌های هر دو چرخ تعویض می‌شود و البته تعویض لنت‌ها نیز به همراه این سرویس انجام می‌شود. مگر اینکه لنت‌ها به تازگی عوض شده باشند.
مراحل تعویض دیسک ترمز
- ضخامت دیسک‌ها اندازه‌گیری می‌کنیم
- دیسک‌ها و لنت‌ها را درآورده و جایگزین می‌کنیم
- ایمنی ترمزها را بازبینی و بررسی می‌کنیم
- با تست رانندگی کلیه خدمات انجام شده را تأیید می‌کنیم

پیشنهاد ما
یکی از بهترین کارها اندازه‌گیری ضخامت دیسک‌ها به صورت سالیانه است. مکانیک شما ضمن تعویض لنت ترمز موظف است هربار ضخامت دیسک‌ها را نیز چک کند. دیسک ترمز معمولاً دو برابر لنت‌ها عمر می‌کنند که به این معنی است در هر بار سرویس سیستم ترمز نیاز به جایگزینی دارند. اگر برای مدت طولانی با لنت ترمز خراب شده رانندگی کنید باعث آسیب رسیدن به دیسک‌ها نیز می‌شود.
علائم رایجی که نشان می‌دهد دیسک ترمز نیاز به تعویض دارد چیست؟
- ایجاد لرزه یا صدا به هنگام ترمزگیری
- تغییر رنگ سطح دیسک
- وجود شیارهای کوچک روی دیسک

انجام این سرویس به چه اندازه مهم است؟
تمامی سرویس‌هایی که به گونه ای مرتبط با سیستم ترمزگیری شما است مهم هستند. علاوه بر مسائل ایمنی، نادیده گرفتن تعمیرات کوچک منجر به ایجاد مشکلات جدی تر نیز می‌شود. پس در صورت بروز مشکل در این سیستم به تعمیرگاه مورد اعتماد خود مراجعه کنید.